# Hydroporus brevicornis
Hydroporus brevicornis es una especie de escarabajo del género Hydroporus, familia Dytiscidae. Fue descrita científicamente por Fall en 1917.
Esta especie se encuentra en América del Norte.